# استخدام وسائل التواصل الاجتماعي في الفلبين

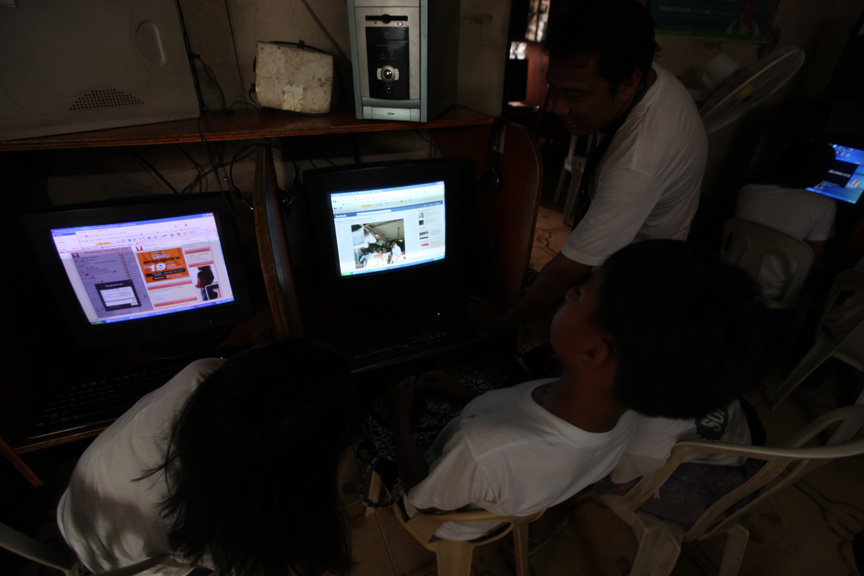
السكان المحليون من بارانجاي سان خوسيه يزورون موقع التواصل الاجتماعي الخاص بتدريبات الهبوط البرمائي في مقهى إنترنت محلي هنا، 15 أكتوبر. الصور ومقاطع الفيديو والمقالات المنشورة على الموقع هي لأعضاء الخدمة من الولايات المتحدة والقوات المسلحة الفلبينية. والأطفال والأسر المحلية في جميع أنحاء لوزون. (صورة لقوات مشاة البحرية الأمريكية التقطها الجندي ناثانيال جيه هنري / أُطلق سراحه)

تعد الشبكات الاجتماعية واحدة من أكثر الأنشطة المستندة إلى الويب نشاطًا في الفلبين، أُعلن عن الفلبينيين كأكثر المستخدمين نشاطًا على عدد من مواقع التواصل الاجتماعي القائمة على الويب مثل فيس بوك وأنستجرام وسناب شات وتويتر. أصبح استخدام مواقع الشبكات الاجتماعية واسع النطاق في الفلبين إذ صُنفت البلاد على أنها «عاصمة وسائل الإعلام الاجتماعية في العالم»، وأصبحت أيضًا جزءًا من ثقافة الإنترنت الفلبينية. بعد ذلك، استخدمت وسائل التواصل الاجتماعي أيضًا في الفلبين كشكل من أشكال مواد الحملة الانتخابية، فضلاً عن كونها أدوات للمساعدة في التحقيق الجنائي.

## إحصائيات
أعلنت دراسة نشرتها يونيفرسال ماكان بعنوان «القوة للشعب – الموجة 3» أن الفلبين هي «عاصمة الشبكات الاجتماعية في العالم»، إذ إن 83% من الفلبينيين الذين شملهم الاستطلاع هم أعضاء في شبكة اجتماعية. يُنظر إليهم أيضًا على أنهم أفضل رافعي الصور ومشاهدي مقاطع الفيديو على الويب، بينما يحتلون المرتبة الثانية عندما يتعلق الأمر بعدد قراء المدونات وتحميلات الفيديو.
مع أكثر من 7.9 مليون فلبيني يستخدمون الإنترنت، يزور 6.9 مليون منهم موقعًا للتواصل الاجتماعي مرة واحدة على الأقل شهريًا. في بعض الأحيان، كان موقع فريندستر هو الموقع الأكثر زيارةً في الفلبين، وكذلك في إندونيسيا، وفقًا لموقع تتبع الويب أليكسا. قال ديفيد جونز، نائب الرئيس للتسويق العالمي لـ فريندستر: «أكبر نسبة من مستخدمي (مواقعهم) هم من الفلبين، إذ يسجلون 39% من حركة مرور الموقع». وأضاف أنه في مارس 2008 وحده، سجل موقع فريندستر 39 مليون زائر فريد، منهم 13.2 مليون من الفلبين. في غضون ذلك، قال رئيس ومؤسس شركة ملتبلاي، بيتر بيزاريس، إن المستخدمين الفلبينيين لموقعهم يشكلون المجموعة الأكبر والأكثر نشاطًا من حيث عدد المشتركين والصور التي يجري تحميلها يوميًا. نحو 2.2 مليون من بين أكثر من تسعة ملايين مستخدم مسجل لـ ملتبلاي هم من الفلبينيين، وهو ما يفوق عدد الجنسيات التي لديها قاعدة سكانية أكبر مثل الولايات المتحدة وإندونيسيا والبرازيل. أيضًا، تحمل مليون صورة فوتوغرافية من قبل الفلبينيين إلى ملتبلاي يوميًا، وهو ما يمثل نصف العدد الإجمالي لهم في جميع أنحاء العالم.
60% من المستخدمين الفلبينيين لـ ملتبلاي هم من الإناث، في حين أن 70% هم دون سن 25. بالمقارنة، تتراوح أعمار مستخدمي فريندستر الفلبينيين بين 16 و 30 عامًا، 55% منهم إناث.

## التطبيق في الثقافة والمجتمع الفلبيني
يمكن تتبع شعبية الشبكات الاجتماعية في الفلبين في ثقافة الفلبينيين «الأصدقاء يساعدون الأصدقاء». بالنسبة للفلبينيين، يمكن لأصدقائهم ومن يعرفون أن يصبحوا أكثر قيمة من المال، خاصة عندما يمكن تحقيق ما يحتاجون إليه من خلال المحسوبية والانحيازية والصداقة بين الآخرين.
الشبكات الاجتماعية لها استخدامات واسعة في الفلبين. استخدمت للترويج لبرامج تلفزيونية مثل بينوي الأخ الأكبر: إصدار المراهقين بلس بملفيها على ملتبلاي. نشرت شركة مركز اتصال وظائف شاغرة على موقع مجتمع ملتبلاي الخاص بها وتمكنت من جذب المجندين. ظهرت قوة الشبكات الاجتماعية في الانتخابات العامة بالبلاد لعام 2007 عندما أنشأ مرشح مجلس الشيوخ فرانسيس إسكوديرو ملفه الشخصي الخاص في فريندستر لتعزيز الدعم من المستخدمين الفلبينيين. فاز في النهاية بمقعد في مجلس الشيوخ. ومنذ ذلك الحين ، أنشأ المشاهير والسياسيون المحليون ملفاتهم الشخصية الخاصة على فريندستر كوسيلة للتواصل مع معجبيهم وناخبينهم. استُخدم فريندستر أيضًا كأداة لتحقيقات الشرطة. تمكنت الشرطة المحلية في مدينة سيبو من تعقب المشتبه بهم في سرقة وقتل طالبة تمريض في مارس 2008. بعد تلقي معلومات وإرشادات من الجمهور وعناصر الشرطة الآخرين، فتشت الشرطة المحلية في ملفات المشتبه بهم من أجل إلقاء نظرة فاحصة على وجوههم. طبعت الشرطة صور المشتبه بهم وأطلقت سلسلة من العمليات التي أدت إلى اعتقالهم. في هذه الأثناء، ألقت مقاطعة شرطة مانيلا القبض على مشتبه به بتهمة قتل ضابطي علاقات الضيوف في توندو في يناير 2007 بعد أن تمكنوا من العثور على مكان وجود المشتبه به من خلال ملفه الشخصي في فريندستر.
أصبحت الشبكات الاجتماعية أيضًا مصدرًا للحروب الإلكترونية البارزة، لا سيما بين الممثلين ينز فينيراسيون و مون كونفيادو ضد جوليانا باليرمو. اتهم الاثنان باليرمو بإنشاء ملف شخصي مزيف في فريندستر لحبيبها السابق كونفيادو، والذي جرى رفعه بصور كونفيادو وحبيبته فينيراسيون ولكنه مليء بالألفاظ النابية في كل تعليق.
من أجل ترشيحه لرئاسة الفلبين في مايو 2010، أطلق وزير الدفاع الوطني آنذاك، جيلبرتو تيودورو، حملة عدوانية عبر وسائل التواصل الاجتماعي. استفاد من شبكات مثل يوتيوب وفيسبوك. وبحسب ما ورد أنفق ما يقرب من ربع ميزانية حملته على وسائل التواصل الاجتماعي في الفلبين؛ بالمقارنة مع الرئيس الفلبيني الخامس عشر بينينو سيميون أكينو الثالث بنسبة 9%.

## انتقادات
انتقدت شخصية الإنترنت الفلبينية الأمريكية كريستين غامبيتو، والمعروفة أيضًا باسم هابي سلب، موقع فريندستر لعرض ما وصفته بـ «الإعلانات غير الملائمة» التي تظهر على ملفها الشخصي. نشرت رسالة على لوحة الإعلانات في الموقع تخاطب معجبيها أنها تفكر في حذف حسابها. كانت غامبيتو قد حذفت في وقت سابق حسابها على ماي سبيس لأنها اعترضت على الإعلانات عبر الإنترنت التي تدعمها غوغل والتي قالت إنها «تتعارض بشكل مباشر مع علامة هابي سلب التجارية وتشوه النساء الفلبينيات بشكل خاص». انتقدت بشكل خاص نشر إعلانات مواقع المواعدة الدولية التي يفترض أنها تستهدف الفلبينيين. في غضون ذلك، أمر المدير العام للشرطة الوطنية الفلبينية، أفيلينو رازون، مجموعة التحقيق الجنائي والكشف لمعرفة من أنشأ حسابًا مزيفًا على فريندستر باستخدام هويته. وكان الملف الشخصي مليئاً بمعلومات كاذبة عنه، قائلا إنه «يريد أن يقابل الخونة والمفسدين والمجرمين حتى يتمكن من سحقهم». اعتبارًا من ديسمبر 2008، كانت هناك حالات من التعليقات غير المرغوب فيها في ملفات تعريف فريندستر، ومعظمها في شكل صور بتنسيق جي بي إي جي متنكرًا في شكل فيديو يوتيوب مضمن، مع صورة مصغرة لمقطع فيديو جنسي صريح، مثل فتاة تخلع ملابسها أو شيئاً من هذا القبيل. يؤدي النقر فوق الصورة عادةً إلى إعادة توجيه إلى موقع ويب مشكوك فيه أو سيئ السمعة، أو ما هو أسوأ من ذلك، مثل تنزيل برامج ضارة من محرك الأقراص، مثل فيروس كوبفيس. نظرًا إلى أن بعض المستخدمين، وخاصة المراهقين، الذين يقومون عادةً بتسجيل الدخول إلى الموقع في أحد مقاهي الإنترنت، لديهم معرفة محدودة فقط بالبرامج الضارة و/أو أجهزة الكمبيوتر بشكل عام، يمكن أن تشكل هجمات الهندسة الاجتماعية هذه خطرًا كبيرًا. وقد تلقى الموقع انتقادات كبيرة بسبب هذه القضية.